# 叶夫根尼·列文科
叶夫根尼·瓦西里耶维奇·列文科（羅馬化：Evgeniy Vasil'yevich Revenko；1972年5月22日—）是俄罗斯政治人物，第七届国家杜马和第八届国家杜马的代表。
1991年，列文科开始在全联盟广播电台“青年”的担任自由职业者。他于1995年辞去该职位，前往VIDgital工作。1996年至2000年，担任NTV记者。 1996年至1997年，列文科报道了第一次车臣战争，1999年，他准备了有关北约轰炸南斯拉夫的纪录片。2000年代初，列文科在俄罗斯-1电视频道工作。2005年至2007年，他担任俄罗斯政府大众传播文化教育部副部长。2012年至2016年，列文科担任全俄国家电视广播公司副总经理。自2016年起，列文科担任第七届和第八届国家杜马代表。
列文科因其情绪化且经常虚假的事件报道而受到严厉批评，特别是与乌克兰政治相关的事件。

## 制裁
列文科于2022年因俄乌战争而受到英国政府制裁。